# Pseudoeurycea firscheini
El tlaconete de Acultzingo (Pseudoeurycea firscheini) es una especie de anfibio caudado (salamandras) de la familia Plethodontidae. Es endémico de México1.

## Clasificación y descripción de la especie
Es una salamandra de la familia Plethodontidae del orden Caudata. Es de talla mediana y cuerpo un poco robusto. Alcanza una longitud de hasta . La cola es casi tan larga como el cuerpo. Extremidades cortas. La coloración del cuerpo es gris oscuro con manchas café rojizas, en la parte anterior de los costados, se pueden apreciar manchas color gris plata, y en la posterior, manchas oscuras. Las extremidades  tienen una coloración rosácea o café rojiza2.

## Distribución de la especie
Endémica de México, se distribuye en las Cumbres de Acultzingo de los estados de Veracruz y Puebla2.

## Ambiente terrestre
Vive entre los 1,900 y 2,280 m s. n. m. en bosques de pino-encino2. Su hábitat natural son los montanos húmedos1.

## Estado de conservación
Se considera como Sujeta a Protección especial (Norma Oficial Mexicana 059) y en peligro en la lista roja de la UICN debido a la destrucción de su hábitat1.